# Карис Идн
Карис Идн (Госфорд, 11. јул 1992) аустралијска је кантауторка. Године 2012. победила је у првој сезони такмичења Глас Аустралије. Потписала је уговор са издавачком кућом Јуниверсал мјузик груп и за њих објавила свој деби албум под називом You Won't Let Me, коме је додељен двоструки платинимски сертификат. Поред певања, Карис свира више инструмената и пише песме.

## Биографија
Рођена је 11. јула 1992. године у Госфорду, Нови Јужни Велс, а одрасла у Вајомингу. Њена мајка зове се Микел, а сестра Сијана. Карис и њену сестру одгајили су тетка и теча. Током ране младости, Карис се није добро слагала са мајком, а када је имала 11 година, покушала је да науди себи. У овом периоду, дијагностикована јој је агорафобија и са 12 година завршила је школу. Током ране младости узор јој је била певачица Џенис Џоплин. Када је имала 13 година, о Карис је бринула комунална служба Госфорда, јер њена самохрана мајка није могла да је издржава. Тинејџерске дане Карис је провела у дому за незабринуту децу, са преко двадесет других жена. У том периоду успоставила је контакт са тетком Марилин и течом Френком, који су били музичари. Теча Френк научио ју је много тога о музици, као и да свира гитару.
Родила је сина 24. децембра 2014. године, коме је дала име Блајден. У јануару 2018. године Карис је хоспиталозована након што је повређена у саобраћајној несрећи.
Поред певања, Идн свира бенџо, контрабас и гитару. Истакла је да је инспирисана са Џенис Џоплин, Аксл Роуз, Бон Џовијем и Ејми Вајнхаус.

## Каријера

### 2012: Учешће у такмичењу Глас Аустралије и први албум
Карис се појавила на аудицији прве сезоне шоуа Глас Аустралије, где је 15. априла 2012. године певала песму It's a Man's World, Џејмса Брауна. Прошла је у финале такмичења, где је извела песму Back to Black од Ејми Вајнхаус. Након тога извела је песме Nothing's Real but Love, Landslide и Hallelujah. Током првог дела финала, 17. јуна 2012. године, Карис је извела песму I Was Your Girl коју је написала заједно са пријатељом, а након тога и песму Stay with Me Baby Лорене Елисон. Током великог финала Гласа Аустралије, Идн је проглашена победницом, 18. јуна 2012. године, након чега је извела свој деби сингл You Won't Let Me, први пут. Добила је награду од 100.000 америчких долара, аутомобил марке Форд фокус и уговор о снимању са издавачком кућом Јуниверсал мјузик груп.
Песма You Won't Let Me објављена је за дигитално преузимање 19. јуна 2012. године, а на компакт диск формату два дана касније. Током прве недеље од 25. јуна 2012. године, Карисине песме You Won't Let Me, Stay with Me Baby, Hallelujah и I Was Your Girl биле су на листи Топ 5 АРИА синглова. Карис је постала прва уметница која је на некој музичкој листи има толики број песама, још од Битлса, који су 1964. године држали првих шест места. Песмама You Won't Let Me, I Was Your Girl, Nothing's Real but Love i Stay with Me Baby додељен је златни сертификат од стране Аустралијског удружења музичке индустрије, а продате су у 35.000 примерака. Песми Hallelujah додељен је платинумски сертификат, а она је продата у 70.000 примерака.
Први студијски албум под називом My Journey, Карис је објавила 26. јуна 2010. године. Албуми садржи оригиналну песму I Was Your Girl, као и нове песме The Weight, Hound Dog, Move Over, I'd Rather Go Blind и песму The Dock of the Bay. Албум је био на првом месту АРИА музичке листе шест узастопних недеља, додељен му је златни сертификат од стране Аустралијског удружења музичке индустрије, а продат је у 140.000 примерака.  Албум се такође нашао на првом месту музичке листе на Новом Зеланду, где је продат у 7.500 примерака. Карис је албум промовисала у Вестфелд шопинг центрима широм Аустралије.

### 2013—2017: Наставак каријере и објављивање другог албума
У марту 2013. године Идн је учествовала на Блу фестивалу са многим другим локалним извођачима у Бајрон беју у Новом Јужном Велсу. Други сингл под називом Threads of Silence написала је заједно са Сашом Скарбек у Лондону, а објављен је на дигиталном издању 3. јуна 2013. године. Након објављивања песма се нашла на деветнаестој позицији листе АРИА синглова. Албумски сингл  објављен је 12. септембра 2014. године. Албум Things I've Done објављен је 17. октобра 2014. године за Јуниверзал мјузик груп, а на њему се налази дванаест песама. Дебитовао на петом месту листе АРИА албуми. Други албумски сингл  објављен је 3. априла 2015. године, али није успео да се пласира на музичке листе. Дана 2. јуна 2015. Идн је снимила песму  Will You Love Me Tomorrow, коју је оригиналу изводио бенд The Shirelles.

### 2018—данас: Објављивање трећег албума
Идн је у октобру 2018. године најавила излазак њеног трећег студијског албума. Албум Born to Fight објављен је 23. новембра 2018. године за Јуниверсал мјузик груп и Исланд рекордс. На албуму се налази десет песама, а водећи сингл  објављен је 19. новембра 2018. године. На албуму се нашли и синглови Gimme Your Love и Born to Fight

## Дискографија

### Студијски албуми
| Назив                                                                               | Детаљи | Позиција | Позиција | Сертификати                                                               |
| Назив                                                                               | Детаљи | АУС      | НЗ       | Сертификати                                                               |
| ----------------------------------------------------------------------------------- | --- | -------- | -------- | ------------------------------------------------------------------------- |
| My Journey                                                                          | - Датум објављивања: 26. јун 2012. - Формат: компакт диск, дигитално преузимање - Издавачка кућа: Јуниверзал мјузик (3707239)          | 1        | 3        | - Аустралијско удружење музичке индустрије: 2× платинумски - RMNZ: златни |
| Things I've Done                                                                    | - Датум објављивања: 17. октобар 2014. - Формат: компакт диск, дигитално преузимање - Издавачка кућа: Јуниверзал мјузик (4703626)      | 5        | —        |                                                                           |
| Born to Fight                                                                       | - Датум објављивања: 23. новембар 2018. - Формат: компакт диск, дигитално преузимање, стрим - Издавачка кућа: Исланд рекордс (7708210) | 37       | —        |                                                                           |
| „—” означава издања која нису била на листама или нису била објављена у тој држави. | |          |          |                                                                           |